# بازی ترسناک
بازی ترسناک نوعی از  بازی ویدئویی می‌باشد که بر روی گونهٔ وحشت متمرکز می‌باشد و معمولاً برای ترساندن بازیکن طراحی می‌شود این اصطلاح ممکن است برای بازی‌های رومیزی با عناصر گونهٔ وحشت نیز به‌کار رود.